# Аника Олбрайт
Аника Олбрайт (на английски: Anikka Albrite) е американска порнографска актриса и режисьор на порнографски филми.

## Ранен живот
Родена е на 7 август 1988 г. в град Денвър, щата Колорадо, САЩ и е от смесен етнически произход – чешки, френски, германски и датски. Израства в Аризона, но живее известно време и в Колорадо, Калифорния и Уисконсин.
От 10-годишна възраст свири на флейта и участва в музикална група, имаща множество участия в страната. В ученическите си години се занимава и с баскетбол, волейбол и лека атлетика. Завършва две висши образования – по молекулярна биология и по бизнес.
Работи като мейнстрийм модел.

## Кариера
Дебютира като актриса в порнографската индустрия през март 2011 г.
През 2013 г. прави своята първа сцена с анален секс във филма „Аника“ с партньор Мик Блу. За изпълнението си именно на тази сцена двамата получават AVN наградата за най-добра сцена с анален секс. Следващата година снима първата си сцена с двойно проникване във филма „Аника 2“, като ѝ партнират Мик Блу и Ерик Евърхард и за това си изпълнение са отличени с AVN наградата за най-добра сцена с двойно проникване. В същия филм Олбрайт прави и първата си сцена с междурасов анален секс с партньор Мандинго.
През 2015 г. става третата актриса в историята на порнографската индустрия, след Джена Хейз (2009 г.) и Тори Блек (2010 г.), спечелила т.нар. „тройна корона“ на порното след като става носителка в една и съща година на наградите за изпълнителка на годината на AVN, XBIZ и XRCO. Същата година дебютира като режисьор с порнографския филм „Anikka’s Bootycise“.
Американският таблоид „LA Weekly“ я поставя на първо място в списъка си на „10-те порнозвезди, които могат да бъдат следващата Джена Джеймисън“ (2013 г.) Включена е в списъците от 2014, 2015 и 2016 г. на „Мръсната дузина: най-популярните звезди в порното (най-големите звезди на порното)“ на телевизионния канал CNBC.

## Обществена дейност
През 2014 г. участва като част от отбора на „Уикед Пикчърс“ в ежегодното в благотворителното шествие в Лос Анджелис за набиране на финансови средства за борба с ХИВ вируса и синдрома на придобитата имунна недостатъчност.

## Личен живот
През 2014 г. се омъжва за порноактьора Мик Блу.

## Награди
- 2013: NightMoves награда за най-добра нова звезда (избор на феновете).[19][20]
- 2014: AVN награда за най-добро закачливо изпълнение – „Аника“.[21]
- 2014: AVN награда за най-добра сцена с анален секс – „Аника“ (с Мик Блу).[21]
- 2014: AVN награда за най-добра секс сцена с тройка – „Аника“ (с Джеймс Дийн и Рамон Номар).[21]
- 2015: AVN награда за изпълнителка на годината.[10]
- 2015: AVN награда за най-добра групова секс сцена само с момичета – „Аника 2“ (с Дани Даниълс и Карли Монтана).[10]
- 2015: AVN награда за най-добро соло/закачливо изпълнение – „Аника 2“ (с Дани Даниълс и Карли Монтана).[10]
- 2015: AVN награда за най-добра сцена с двойно проникване – „Аника 2“ (с Мик Блу и Ерик Евърхард).[10]
- 2015: AVN награда за най-добра секс сцена с тройка (момиче/момиче/момче) – „Дани Даниълс по-дълбоко“ (с Дани Даниълс и Роб Пайпър).[10]
- 2015: XBIZ награда за изпълнителка на годината.[22]
- 2015: XBIZ награда за най-добра сцена в продукция с тематика двойки – „Диво сърце“ (с Томи Гън).[22]
- 2015: XRCO награда за изпълнителка на годината.[23]
- 2015: NightMoves награда за изпълнителка на годината (избор на феновете).[24]
- 2016: AVN награда за най-добра секс сцена с тройка (момиче/момиче/момче) – „Аналните мръсници на Аника“ (с Валентина Напи и Мик Блу).[25]
- 2016: AVN награда за най-добра сцена с групов секс само с момичета – „Анджела 2“ (с Анджела Уайт и Алексис Тексас).[25]
- 2017: XBIZ награда за най-добра секс сцена в игрална продукция – „Гледане на децата на Баумгартнер“ (със Сара Лав и Мик Блу).[26]